# 576i
Il termine 576i identifica una serie di formati standard di segnali video relativi alla TV digitale e analogica (nei paesi che adottano PAL e SÉCAM) a definizione standard (SDTV).

Differenze tra formati video 480i, 480p, 576i, 576p, 720p, 1080i e 1080p

Nella notazione, sono indicate 576 linee verticali e la scansione interlacciata, cioè non progressiva.
La risoluzione in larghezza del video digitale, invece, è di solito di 704 (PAR=1,09:1), 720 (PAR=1,066:1) o 768 (PAR=1:1) colonne nel rapporto d'aspetto 4:3 (Fullscreen) e di 1024 (PAR=1:1) colonne nel rapporto d'aspetto 16:9 (Widescreen).
La frequenza di semiquadro del 576i, di 50 Hz, è talvolta inclusa nella notazione, che diventa 576/50i o 576i50. Di conseguenza il frame rate del 576i50 è di 25 fotogrammi al secondo.
Questo formato video può essere trasmesso tramite i maggiori standard di televisione digitale, come ATSC e DVB, ed è impiegato anche nei DVD e nelle DV di tipo PAL. Sia i DVD sia le DV di tipo PAL supportano i rapporti d'aspetto Fullscreen e Widescreen anamorfico.
Dagli anni 2000, il 576i sta venendo nella TV digitale lentamente sostituito dal 720p (HD), dal 1080p (Full HD) e dal 1080i, formati video HDTV che permettono una definizione superiore.